# 員林客運彰化站
員林客運彰化站是員林客運設於彰化縣彰化市中正路2段156號的服務站。
彰化站在彰化戲院對面，台鐵彰化站南方距離約450公尺，台鐵彰化站前有一站牌，可搭乘員林客運班車。

## 場站月台
彰化站有兩處乘車點，一處位於站內，另一處在中正路對面
月台指示牌分別如下：
- 北側月台
  - 北斗　海豐崙
- 東側月台
  - 芳苑　大城　溪湖　王功　西港　二林
  - 西螺　路口厝　水菜籃　東合興
- 往台中方向需在中正路上，國光客運和彰化客運間候車；台中來的班車則在國光客運下車站候車。

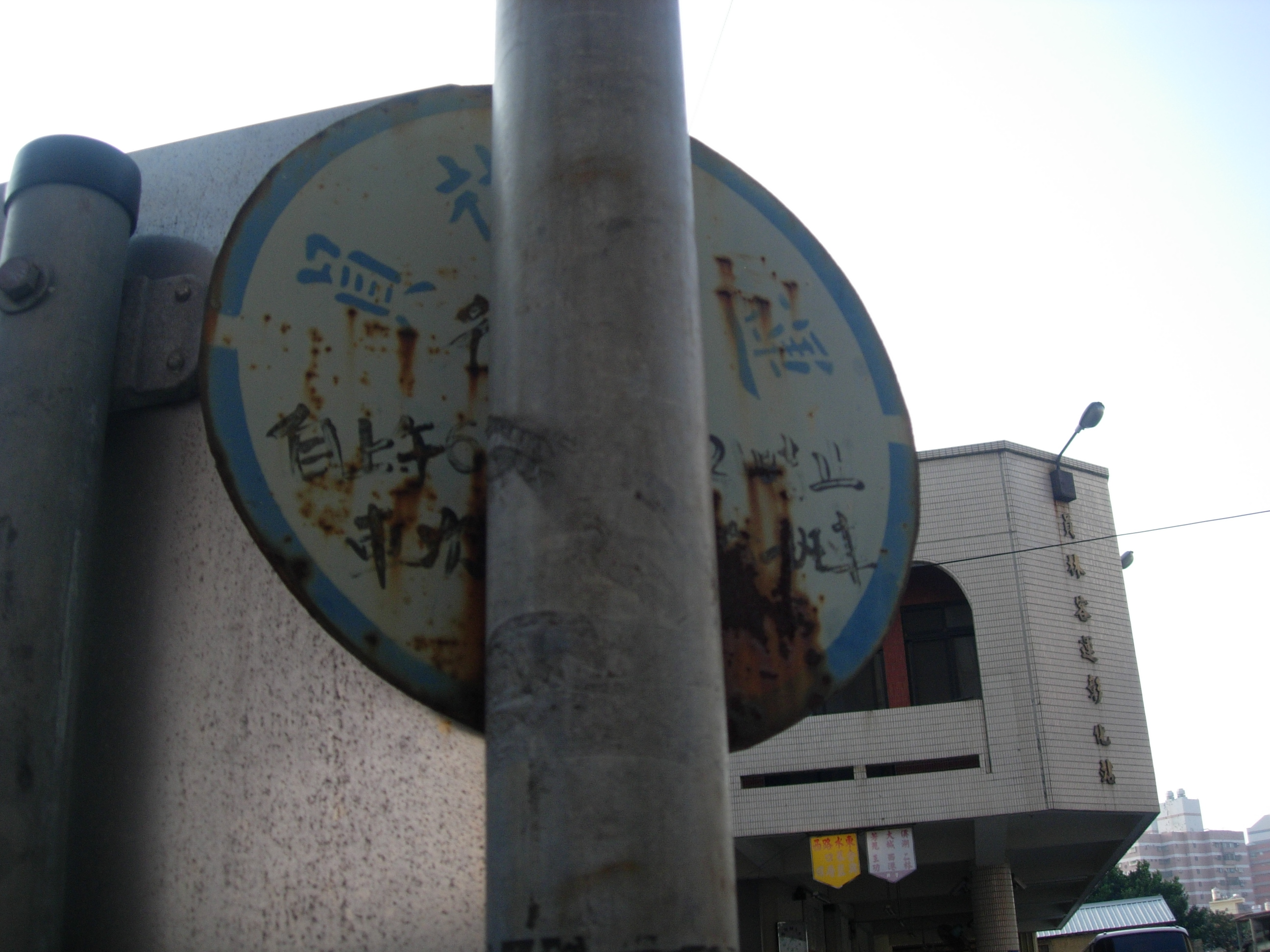
彰化站對面往臺中方向舊式站牌

## 行駛路線

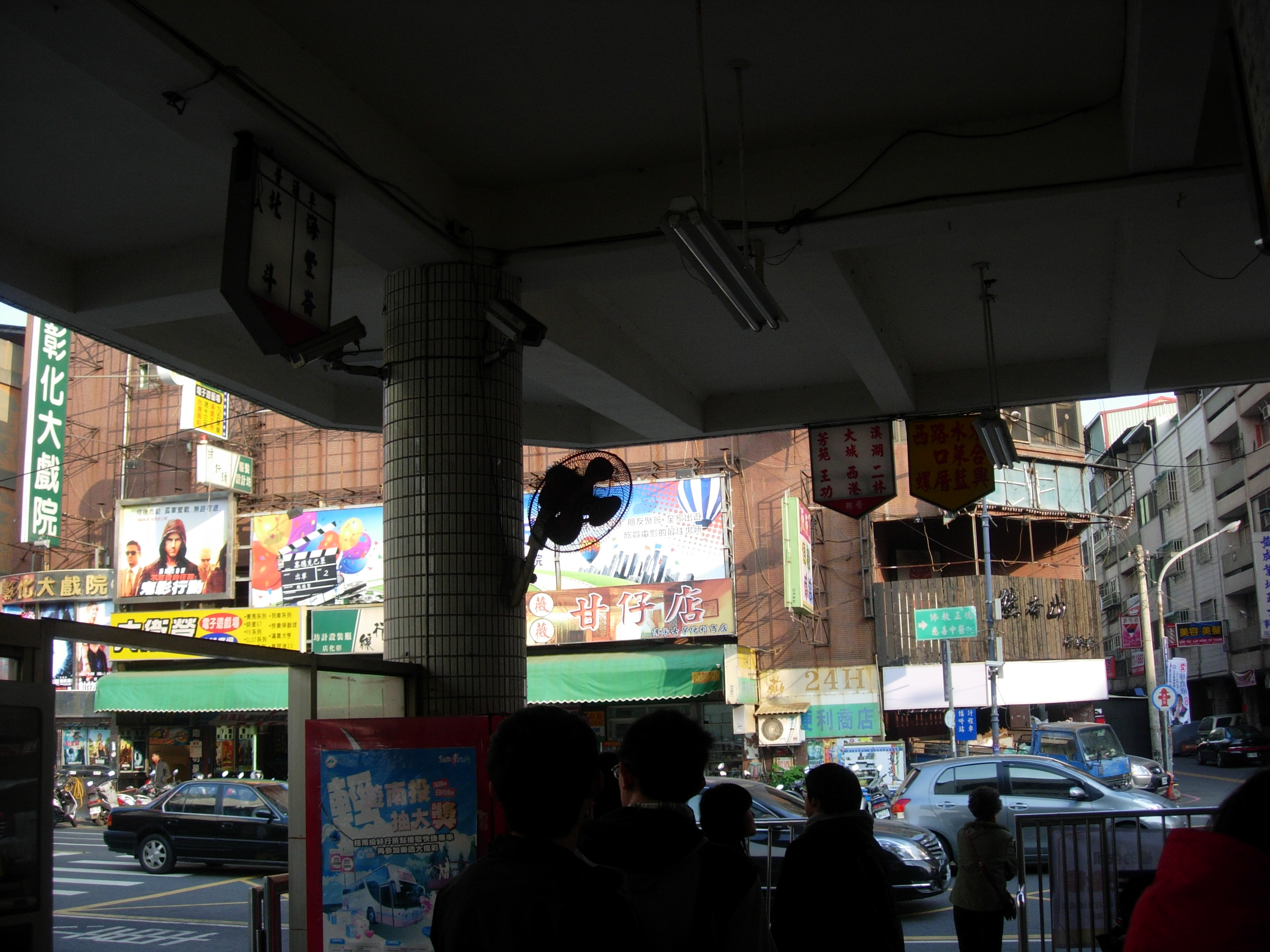
彰化站月臺

- 【6713】彰化－二林
- 【6714】彰化－西港
- 【6715】彰化－西螺（彰水路）
- 【6716】彰化－北斗
- 【6735】台中－二水
- 【6736】台中－二林
- 【6737】台中－西港
- 【6738】台中－王功
- 【6882】台中－西螺（台一線）

## 時刻班次
- 【6713】【6714】【6736】【6737】【6738】
  - 往秀水　溪湖　田尾　北斗　二林　芳苑　王功　大城　西港方向平日46班次，假日45班次
    - 分為北斗止、二林止、溪湖止、至王功芳苑、至大城西港等五種模式
- 【6715】【6716】
  - 往秀水　溪湖　西螺　北斗每日9班次，週五加開1班次
    - 分為西螺止、北斗止兩種模式
- 【6736】【6737】【6738】
  - 往王田　成功嶺　烏日　台中高鐵　明道中學　台中高工　台中酒廠　後火車站　台中干城方向每日22班次
- 【6735】【6882】
  - 往縣府　彰基　秀傳　花壇　員林　永靖　田尾　北斗　明道大學　溪州　西螺　社頭　彰化高鐵　田中　二水方向平日14班次，假日加開2班次
    - 分為西螺止、二水止兩種模式

## 車站週邊
- 彰化女中
- 肯德基彰化店
- 麥當勞彰化中正店
- 台灣大戲院
- 彰化大戲院
- 彰化縣警察局
- 彰化基督教醫院舊院區
- 彰化銀行彰化分行
- 中華電信彰化營運處
- 中華郵政彰化郵局
- 彰化客運彰化站、國光客運彰化站、統聯客運彰化站、台中客運彰化站、巨業交通彰化站
- 台鐵彰化站

## 圖片

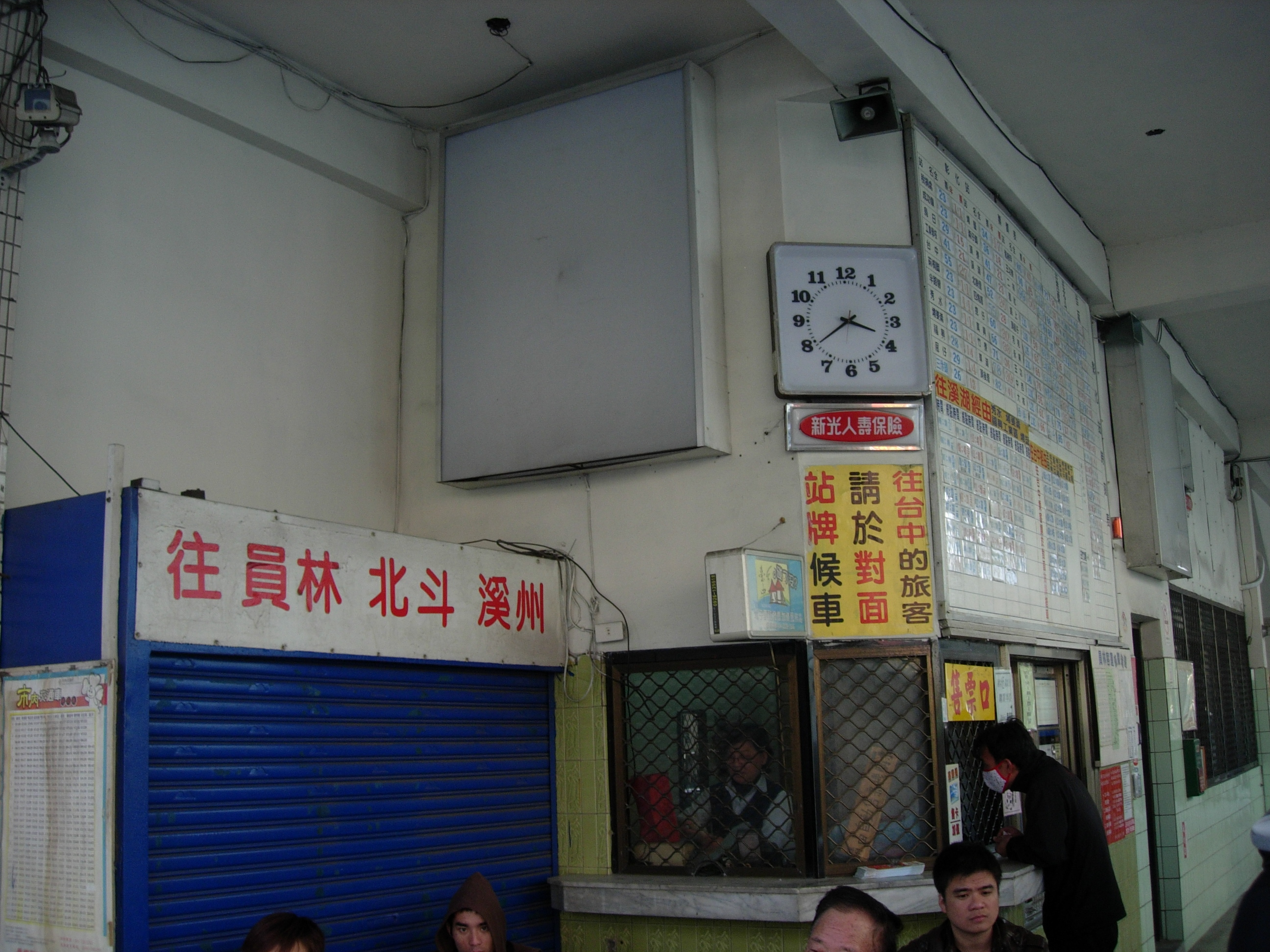
彰化站服務臺
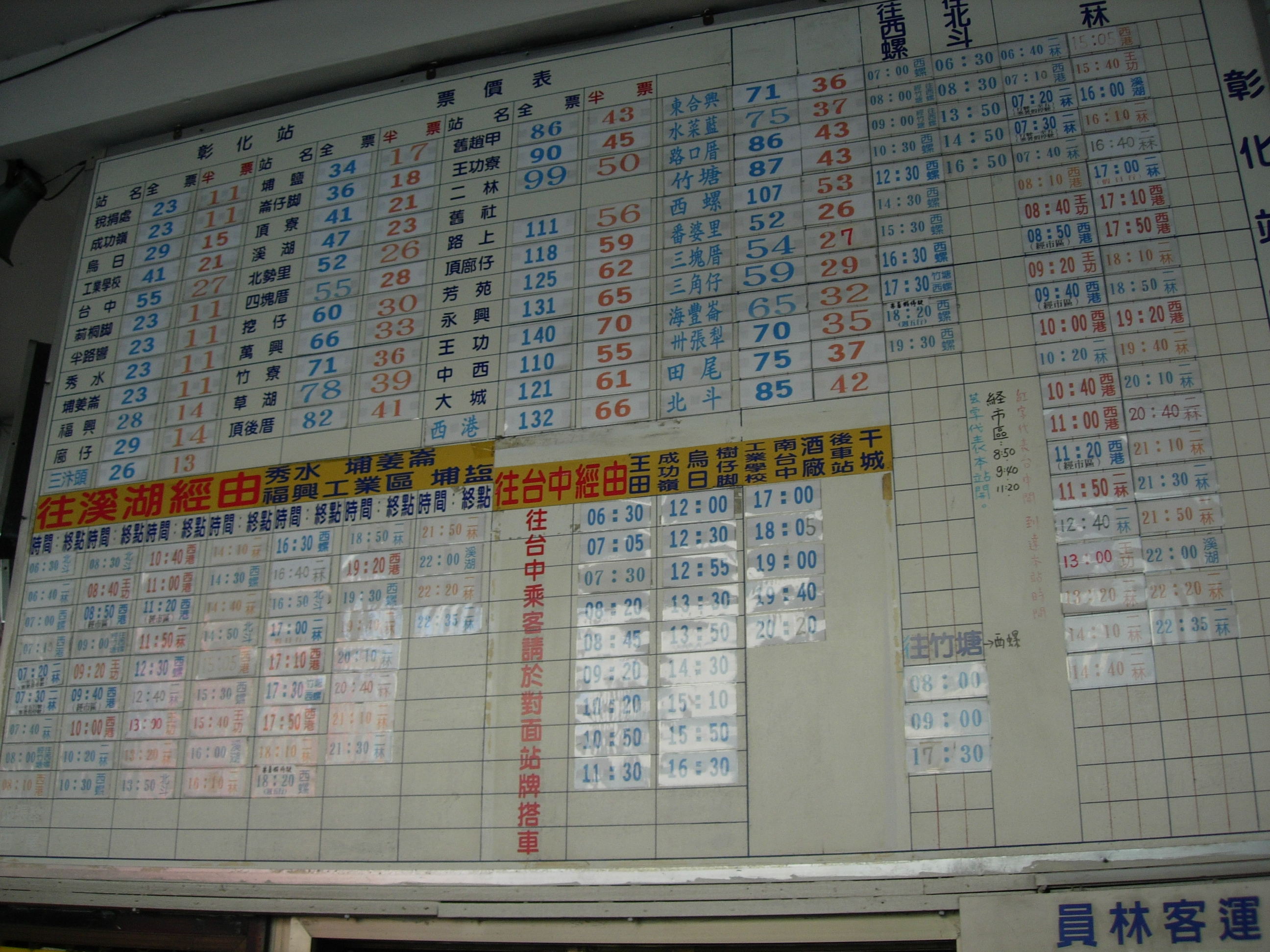
彰化站時刻表
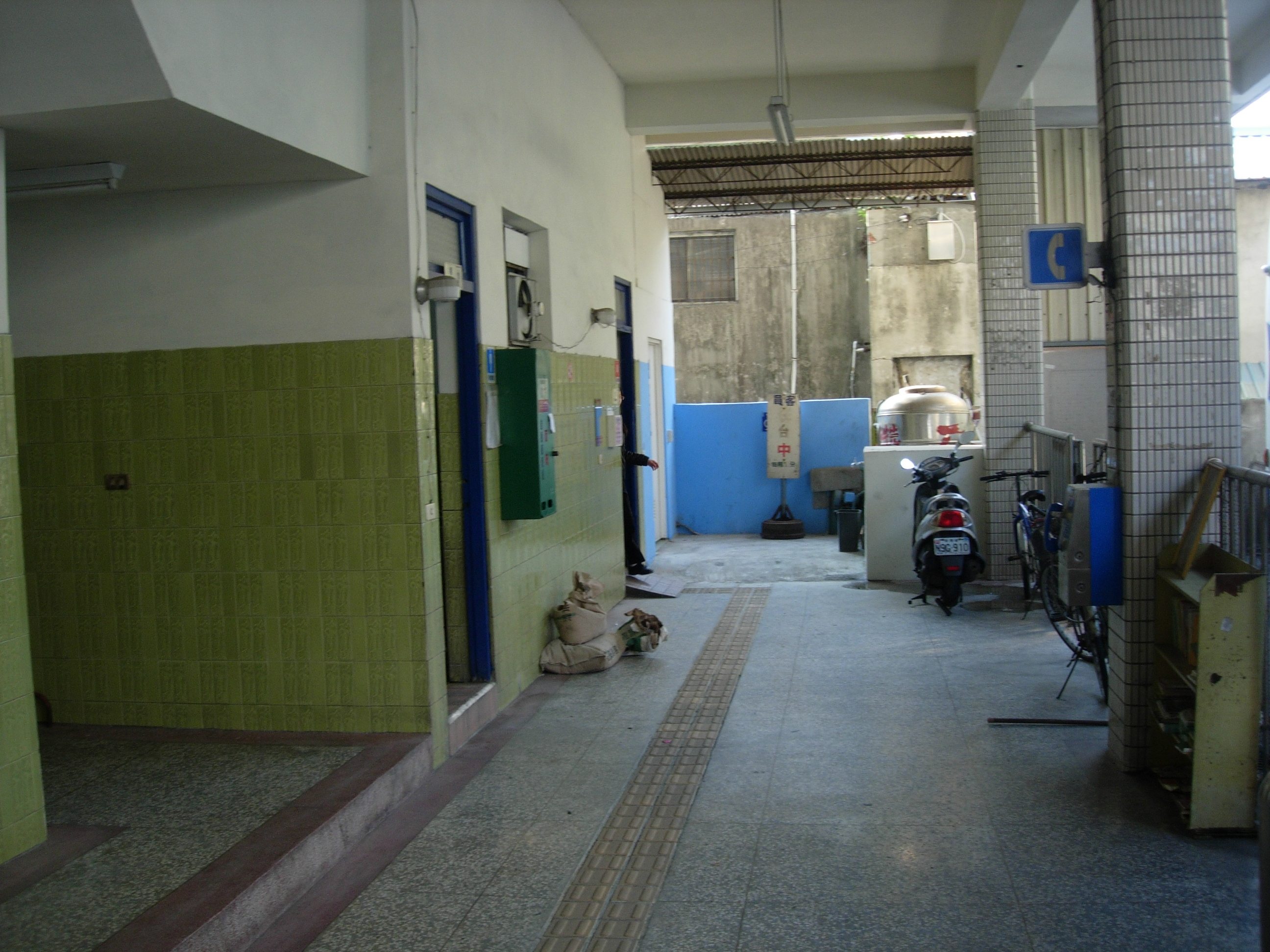
彰化站內部
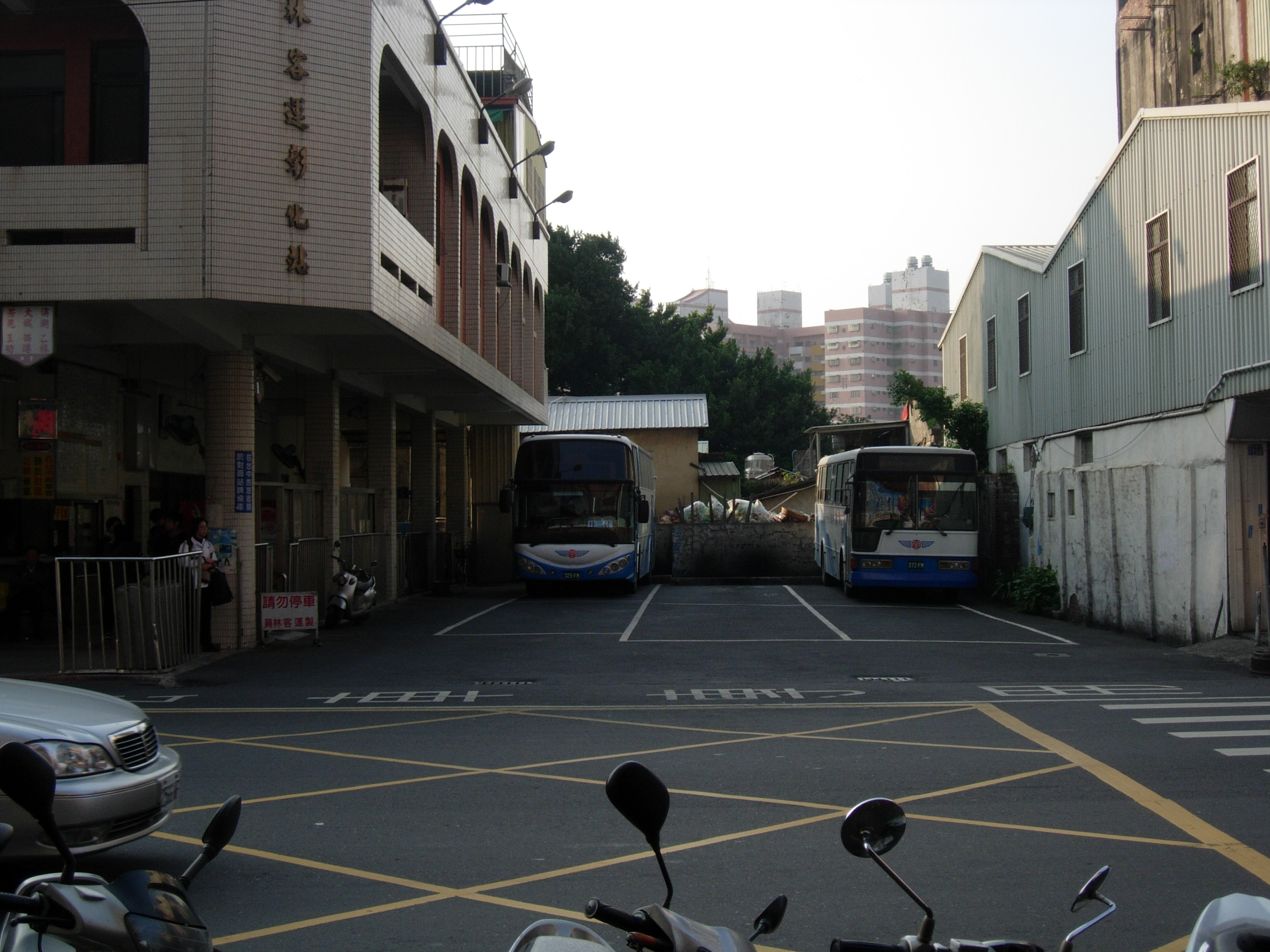
彰化站停車處

## 資料來源
1. ↑  .   [2011-12-26]. （原始内容存档于2019-06-10）.
2. ↑  .   [2011-12-26]. （原始内容存档于2006-08-25）.
3. ↑  .   [2011-12-26]. （原始内容存档于2011-12-29）.

## 外部連結
官網（页面存档备份，存于）